# Vitreseda
Vitreseda (Reseda alba) är en växtart i familjen resedaväxter.
Blomman är vit.